# 清石动车组列车
清石动车组列车是中国铁路运行于首都北京市和河北省石家庄市之间，途径河北省张家口市的普通动车组列车，自2024年6月15日起开行。现每天开行1对列车，列车乘务由太原局集团太原客运段担当。列车途径北京、河北、山西一市两省。该次列车是河北省张家口与省会石家庄间首次开行的直达动车组，标志着河北省会石家庄与河北所有设区市均实现高铁动车直达，同时，也结束了自2023年8月丰沙铁路中断起，张家口到省会石家庄无火车直达的局面。

## 历史
2024年6月15日，全国铁路调图，D1133/1132次列车延长至石家庄站始发终到，车次改为D1151/1154、D1153/1152次，从而实现石家庄至张家口的动车组列车直通（尽管需绕经山西）。
2025年1月5日，全国铁路调图，因集大原高速铁路建成通车，本列车在大同南站至原平西站区间不再经由韩原铁路，并且在太原枢纽改为太原站调向，运行时间也有所压缩。同时使用车型由CRH5A型临时更换为CR400AF-S型，次日D1153/1152次列车也相应更换为CR400AF-S型。

## 列车编组和交路

### 使用列车
本对列车使用配属太原局集团太原南动车运用所的的CRH5A。
| 车厢号 | 1           | 2-5         | 6                  | 7           | 8           |
| 车型   | ZY 一等座车 | ZE 二等座车 | ZEC 二等座车／餐车 | ZE 二等座车 | ZY 一等座车 |

### 车体交路
清石动车组列车具体交路为（数据日期：2024年6月15日）：
出库→太原南开D5323至临汾西（不办客）→临汾西开D1134至清河→清河开D1151/1154至石家庄→石家庄过夜→石家庄开D1153/1152至清河→清河开D1131至太原南→回库